# Ngòi Lâu
Ngòi Lâu là phụ lưu cấp 1 ở bờ phải sông Hồng, chảy ở vùng đất tây nam huyện Trấn Yên tỉnh Yên Bái, Việt Nam ..
Sông dài chừng 48 km, diện tích lưu vực 242 km² .

## Dòng chảy
Ngòi Lâu bắt nguồn từ hợp lưu nhiều suối ở vùng núi ở tây bắc xã Hồng Ca huyện Trấn Yên, chảy về hướng đông 21°37′9″B 104°41′13″Đ / 21,61917°B 104,68694°Đ.
Chảy đến rìa đông bắc xã Hồng Ca thì nhận nước từ suối Mường Hồng từ phía nam đến 21°37′20″B 104°43′44″Đ / 21,62222°B 104,72889°Đ.
Từ đó sông chảy gấp khúc với hướng chính là đông bắc và đông, qua xã Lương Thịnh và Âu Lâu rồi đổ vào sông Hồng ở bến Âu Lâu, thành phố Yên Bái tỉnh Yên Bái.

## Địa danh liên quan
Quốc lộ 37 đoạn từ bến Âu Lâu về phía tây nam, được mở theo thung lũng Ngòi Lâu, chừng 13 km.
Bến Âu Lâu là một di tích lịch sử, được công nhận là Di tích quốc gia Việt Nam.
Hồng Ca cũng là địa danh quen thuộc với những người đã từng ở trại Hồng Ca.

## Chỉ dẫn
1. ↑  Trong tiếng Việt ngòi đồng nghĩa với sông, nên chỉ dùng ngòi Lâu là đủ. Một số văn liệu viết dư là sông Ngòi Lâu